# Noite e Dia - Ao Vivo Em Goiânia - Villa Mix
Noite e Dia - Ao Vivo em Goiânia - Villa Mix é um álbum ao vivo desenvolvido pelo Festival Villa Mix. O projeto lançado em 2011 pela Som Livre traz a presença dos artistas Humberto & Ronaldo, Gusttavo Lima e Jorge & Mateus.

## Faixas do CD
1. "Amo Noite e Dia" - Jorge & Mateus
2. "Inventor dos Amores" - Jorge & Mateus e Gusttavo Lima
3. "Seu Astral" - Jorge & Mateus
4. "Cor de Ouro" - Gusttavo Lima
5. "Refém" - Gusttavo Lima
6. "Tô Vendendo Beijo" - Humberto & Ronaldo
7. "Pé Na Bunda" - Humberto & Ronaldo
8. "Arrasta" - Gusttavo Lima
9. "Tô Beijando Outra" - Humberto & Ronaldo
10. "Chove, Chove" - Jorge & Mateus
11. "De Tanto Te Querer" - Jorge & Mateus
12. "Quem Tem Sorte é Sortero" - Gusttavo Lima
13. "Se Não Quer Me Amar" - Gusttavo Lima
14. "Palavras de Adeus" - Humberto & Ronaldo
15. "Ainda Não Acabou" - Humberto & Ronaldo
16. "Tornado" - Gusttavo Lima
17. "E Deixe o Tempo Ver" - Humberto & Ronaldo

## Faixas do DVD
- Humberto & Ronaldo

1. "Palavras de Adeus"
2. "Pode Perguntar"
3. "Tô Vendendo Beijo
4. "Bomba Relógio"
5. "Tô Beijando Outra"
6. "Pé Na Bunda"
7. "Ainda Não Acabou"
8. Pout-Pourri: "Meu Ex-Amor" / "Deixa Eu Chorar"
9. "E Deixe o Tempo Ver"

- Gusttavo Lima

1. "Cor de Ouro"
2. "Caso Consumado"
3. "Rosas, Versos e Vinhos"
4. "Arrasta"
5. "Tornado"
6. "Calafrio"
7. "Refém"
8. "Amor de Primavera"
9. "Se Não Quer Me Amar"
10. "Quem Tem Sorte é Sortero"

- Jorge & Mateus

1. "De Tanto Te Querer"
2. "Seu Astral"
3. Pout-Pourri: "Se Eu Pedir Cê Volta" / "Espelho"
4. "Vou Fazer Pirraça"
5. "Amo Noite e Dia"
6. "Mistérios"
7. "Aí Já Era"
8. "Voa Beija-Flor"
9. "Chove, Chove"
10. "Inventor dos Amores" (com Gusttavo Lima)